# Cynic
Cynic — американская прогрессив-метал-группа, существующая с 1988 года по наше время с перерывом в 1995—2006 гг.. Музыканты дислоцируются в городе Майами, штат Флорида, США. Ранние демозаписи группы выдержаны в стиле трэш-метал, а основное творчество относится к таким стилям, как прогрессивный дэт-метал, техно-дэт-метал и джаз-дэт-метал.
После распада группы в 1995 году её участники Пол Масвидал и Шон Рейнерт основали группу Æon Spoke.
В 2006 году группа заявила о своём воссоединении (Cynic Re-union). Новый альбом Traced in Air вышел на лейбле Season Of Mist Records 17 ноября 2008 года (Европа), а 25 ноября и в Северной Америке.

## История

### Формирование и дебютный альбом (1987—1993)
Группа была сформирована гитаристом Полом Масвидалом и барабанщиком Шоном Рейнертом в 1987 году. Через некоторое время состав пополнился вторым гитаристом Расселом Мофскаем и вокалистом Эстебаном «Стивом» Ринконом. За этим последовали другие кадровые изменения: были приглашены Марк Ван Эрп и Джек Келли, отвечающие за басовую и вокальные партии соответственно. В 1988 году была сделана первая запись коллектива, получившая название '88 Demo. После завершения работы над демо обязанности вокалиста принял на себя Масвидал. Также место второго гитариста занял Джейсон Гобел. Вторая демозапись под названием Reflections of a Dying World была выпущена в 1989 году. Бас-гитариста Ван Эрпа сменил Тони Чой. Третья демозапись, увидевшая свет в 1990 году, вновь получила базовое название '90 Demo. Наконец, в 1991 году был подписан контракт со студией Roadrunner Records и записано четвёртое демо — Demo 1991.
Запись дебютного полноформатного альбома началась не сразу после подписания контракта с лейблом. Масвидал и Рейнерт принимали участие в создании лонгплея Human группы «Death», затем последовали европейские гастроли в поддержку альбома. Во время турне у музыкантов возникли серьёзные финансовые проблемы, которые привели к конфискации их имущества. Возвращения вещей пришлось ждать полгода. Тогда же коллектив лишился бас-гитариста Чоя, ушедшего в группу «Atheist». Начало записи собственного альбома Focus было запланировано на август 1992 года. Однако ураган Эндрю, разрушивший дом Гобела и репетиционную точку «Cynic», вынудил отсрочить работу в студии на три месяца. Музыканты воспользовались паузой для написания нового материала, большая часть которого представлена на диске. Незадолго до старта записи возникла опасность потери Масвидалом голоса, и в срочном порядке был приглашён вокалист Брайан Денеффи из дэт-металлической группы Viogression (Висконсин, США). Впрочем, Масвидалу удалось избежать проблем, весь роботоподобный вокал на «Focus» исполнен им, гроулинг же выполнен Тони Тигарденом. Позже группа обрела нового бас-гитариста — Шона Мелоуна, который, однако, не участвовал в живых выступлениях в связи с обучением в школе. В целях популяризации нового альбома музыканты «Cynic» отправились в европейский тур (совместно с «Pestilence»), на этот раз в полном составе. Тигарден стал полноценным клавишником и гроулером коллектива. Место концертного басиста занял Крис Крингел.

### Распад, сайд-проекты и воссоединение (1994—2007)
Группа распалась осенью 1994 года, в период работы над вторым лонгплеем. Пути музыкантов разошлись: Гобел, Масвидал, Рейнерт и Крингел, а также примкнувшая к ним вокалистка и клавишница Аруна Эбрамс сформировали недолговременный проект «Portal». Позже Масвидал и Рейнерт основали группу «Æon Spoke», на время гастролей по Великобритании в 2005 году к ним присоединился Крингел. Также музыканты (наряду с Биллом Бруфордом, Стивом Хэкеттом и Джимом Матеосом) вместе работали над вторым альбомом Мелоуна — «Emergent».
В сентябре 2006 года Масвидал объявил о воссоединении группы для выступлений следующими весной и летом. На протяжении летних месяцев были даны 15 концертов по всей Европе, преимущественно на рок-фестивалях. В программу входили материалы альбома «Focus», демозаписи «Portal», кавер-версия трека «Meeting of the Spirits» формации «Mahavishnu Orchestra» и собственная новая песня — «Evolutionary Sleeper».
В новый состав вошли Масвидал в качестве вокалиста и гитариста и ударник Рейнерт. Востребованный на работе и в семье Гобел оказался не способен возобновить активную музыкальную деятельность. Его заменил Дэвид «Мэвис» Сенеску, известный ранее как барабанщик калифорнийского коллектива «Evilution». Мелоун, как и Гобел, предпочёл музыке работу, уступив место Крингелу. На концертах звучал гроулинг Тигардена, однако только в записи. Клавишные партии исполнялись Масвидалом и Сенеску с помощью гитарных синтезаторов. Ввиду отсутствия Тигардена музыканты организовывали конкурсы с целью выбрать лучшего фаната-гроулера, который принимал бы участие в исполнении трека «Uroboric Forms».
В начале 2008 года группа обнародовала планы о записи второго студийного альбома. Для этого к «Cynic» присоединились Мелоун и новый гитарист Таймон Круйденьер, Сенеску покинул коллектив. Музыканты выступили на фестивале Wacken Open Air (выбывшего на некоторое время Мелоуна в рамках фестиваля сменил Робин Зилхорст). Кроме того, группа поддержала другой прог-проект «Opeth» в их европейских гастролях осенью-зимой 2008 года (также с Зилхорстом).

### «Traced in Air»и«Re-Traced»(2008-н.в.)
С февраля 2009 года музыканты «Cynic» гастролировали по Северной Америке вместе с «Meshuggah» и «The Faceless». 15 апреля того же года началось турне группы «DragonForce», на разогреве у которой выступали «Cynic» и «Dååth».
В декабре 2010 года состав «Cynic» сократился до дуэта Пол Масвидал-Шон Рэйнерт, а летом 2011 года стало известно о планах выпуска мини-альбома «Carbon-Based Anatomy». EP, который представит шесть новых песен группы, выйдет 15 ноября.
В сентябре 2015 года Шон Рэйнерт сообщил, что по причине личных разногласий группа распадается снова. Тем не менее, Масвидал эту информацию опроверг Он также сообщил, что группа не собирается прерывать свою музыкальную карьеру 18 сентября 2015 года было подтверждено что Cynic будет выступать без Рейнерта, на место которого был приглашен Мэтт Линч для выступления на Euroblast Festival 3 октября. 24 января 2020 года стало известно о смерти Шона Рэйнерта.

## Состав группы
Текущий состав
- Пол Масвидал — вокал, гитара, клавишные (1987—1994, с 2006);
- Мэтт Линч — ударные (2015-настоящее время)
- Дейв Маккей — бас-синтезатор, клавишные (2021-настоящее время)

Бывшие участники
- Шон Мэлоун[англ.] — бас-гитара, стик (1993—1994, 2008, 2011, 2012—2020, умер в 2020)
- Шон Рэйнерт — ударные, клавишные, гитара (1987—1994, 2006—2015, умер в 2020)
- Макс Фелпс — гитара, вокал (2011—2015)
- Тимон Крюденьер — гитара, вокал (2008—2010) (Exivious)
- Робин Зилхорст — бас-гитара (2008—2010) (Exivious)
- Сантьяго Доблес — гитара(2006—2007)
- Джейсон Гобел — гитара, клавишные(1988—1994) (Gordian Knot, Portal, Monstrosity)
- Тони Чоу — бас-гитара (1989—1993) (Atheist, Pestilence, C-187)
- Крис Крингель — бас-гитара (1993—1994, 2006—2007) (Portal)
- Тони Тигарден — клавишные, вокал (1993—1994, 2006—2007)
- Джек Келли — вокал(1988)
- Марк Ван Эрп — бас-гитара (1987—1989) (Malevolent Creation, Monstrosity)
- Расселл Мофски — гитара(1987) (Quit, Gold Dust Lounge)
- Эстебан Ринкон — вокал(1987) (Sector 4, Hellwitch)

Бывшие сессионные участники
- Брэндон Гиффин — бас-гитара (2011—2014)
- Дана Косли — клавишные, вокал (1994) (Demonomacy)

Временная шкала

## Дискография

### Альбомы
- Focus (1993)
- Traced in Air (2008)
- Kindly Bent to Free Us (2014)
- Ascension Codes (2021)
- ReFocus (2023, ремикширование и ремастеринг альбома «Focus»)

### Мини-альбомы
- Re-Traced (2010)
- Carbon-Based Anatomy (2011)
- The Portal Tapes (2012)

### Демо
- '88 Demo (1988)
- Reflections of a Dying World (1989)
- '90 Demo (1990)
- Demo 1991 (1991)
- Portal 1995 (1995)
- Promo (2008)